# Steuerpsychologie
Die Steuerpsychologie ist ein interdisziplinärer Ansatz zur Erklärung von Einstellungen, Emotionen, Motivationen und Verhalten der Steuerzahler gegenüber der Besteuerung; dabei werden im Wesentlichen ökonomische, (sozial-)psychologische und soziologische Erkenntnisse kombiniert.
Die Steuerpsychologie wurde maßgeblich von Günter Schmölders begründet und in der Finanzwissenschaft etabliert; in den 1950er Jahren erweiterte er bestehende Modelle und theoretische Ansätze im Sinne der sozialökonomischen Verhaltensforschung um finanz- und sozialpsychologische, politologische und soziologische Aspekte und prägte Begriffe wie Steuerbelastung, Steuermoral und Steuermentalität. Bei der Steuerbelastung wird zwischen objektiver und subjektiver Steuerlast unterschieden: Die objektive Steuerbelastung steht für die tatsächlich durch Besteuerung verursachten Einkommenseinbußen, während die subjektive Steuerbelastung (das sogenannte Steuerbelastungsgefühl) von psychischen Wahrnehmungsfiltern (zum Beispiel die Merklichkeit und Dauerhaftigkeit der Steuer oder die eigene finanzielle Lage) beeinflusst wird. Die Steuermentalität umschreibt vor allem die allgemeine Einstellung zur Besteuerung insgesamt, also Einstellungen zur Steuerpflicht, Steuergerechtigkeit, Steuerehrlichkeit etc. Die Steuermoral schließlich spiegelt sich in den Einstellungen der Steuerpflichtigen zur Frage der Erfüllung oder Vernachlässigung ihrer steuerlichen Pflichten wider, d. h. in den Einstellungen zur Frage des Steuerdeliktes. Steuerbelastung, Steuermentalität und Steuermoral wirken sich dem steuerpsychologischen Modell Schmölders' zufolge auf den Steuerwiderstand aus und können Steuerpflichtige zur Steuerabwehr veranlassen, sei es auf legalen Wegen wie der Steuerabwehr, oder illegalen, wie der Steuerhinterziehung.
Die theoretischen Ansätze wurden in der von Schmölders gegründeten Forschungsstelle für empirische Sozialökonomik mit Methoden der empirischen Sozialforschung überprüft. Erste bundesrepublikanische Befunde publizierte er 1960 in Das Irrationale in der öffentlichen Finanzwirtschaft, wobei vor allem die empirische Bestätigung berufsgruppenspezifischer Unterschiede bei Belastungsgefühl und Steuermoral wissenschaftliches und öffentliches Interesse auslöste.
Neuere internationale Studien zur Steuerhinterziehung haben „zahlreiche empirische Resultate vorgelegt, die allerdings nicht wesentlich über das hinausgehen, was Schmölders bereits vor zwei Jahrzehnten veröffentlicht hat“; neben steuerpsychologischen Aspekten stehen vor allem Persönlichkeitsmerkmale und situative Faktoren im Zentrum der Analysen.